# CCD-Sensor
CCD-Sensoren sind lichtempfindliche elektronische Bauelemente, die auf dem inneren Photoeffekt beruhen. „CCD“ ist hierbei die Abkürzung des englischen charge-coupled device (dt. ‚ladungsgekoppeltes Bauteil‘), das im CCD-Sensor verwendet wird.
Ursprünglich (1969) wurden CCDs für die Datenspeicherung entwickelt. Jedoch wurde schnell bemerkt, dass diese Bauelemente lichtempfindlich sind und es vergleichsweise einfach ist, ein zweidimensionales Bild zu erfassen. Bereits 1970 wurde ein solcher CCD-Sensor gebaut, und durch die folgende Miniaturisierung in der Elektronik wurden schon 1975 die ersten CCDs mit einer für Fernsehkameras ausreichenden Anzahl an Bildpunkten hergestellt. Seit ca. 1983 werden CCD-Sensoren als Bildsensoren in der Astronomie und der Satellitenfernerkundung eingesetzt.
Ein-dimensionale CCD-Zeilen-Sensoren werden in Faxgeräten, Spektrometern und Scannern eingesetzt, zwei-dimensionale CCD-Array-Sensoren werden in Digitalkameras und Videokameras eingesetzt.
In den Kameras von Smartphones und Tablets findet man hingegen normalerweise CMOS-Sensoren.
Für die Erfindung des CCD-Sensors wurden Willard Boyle und George E. Smith 2009 mit dem Nobelpreis für Physik ausgezeichnet, geteilt mit Charles Kuen Kao, der für grundlegende Arbeiten im Bereich der Faseroptik ausgezeichnet wurde. Smith und Michael Tompsett erhielten für die CCD-Entwicklung 2017 den Queen Elizabeth Prize for Engineering.

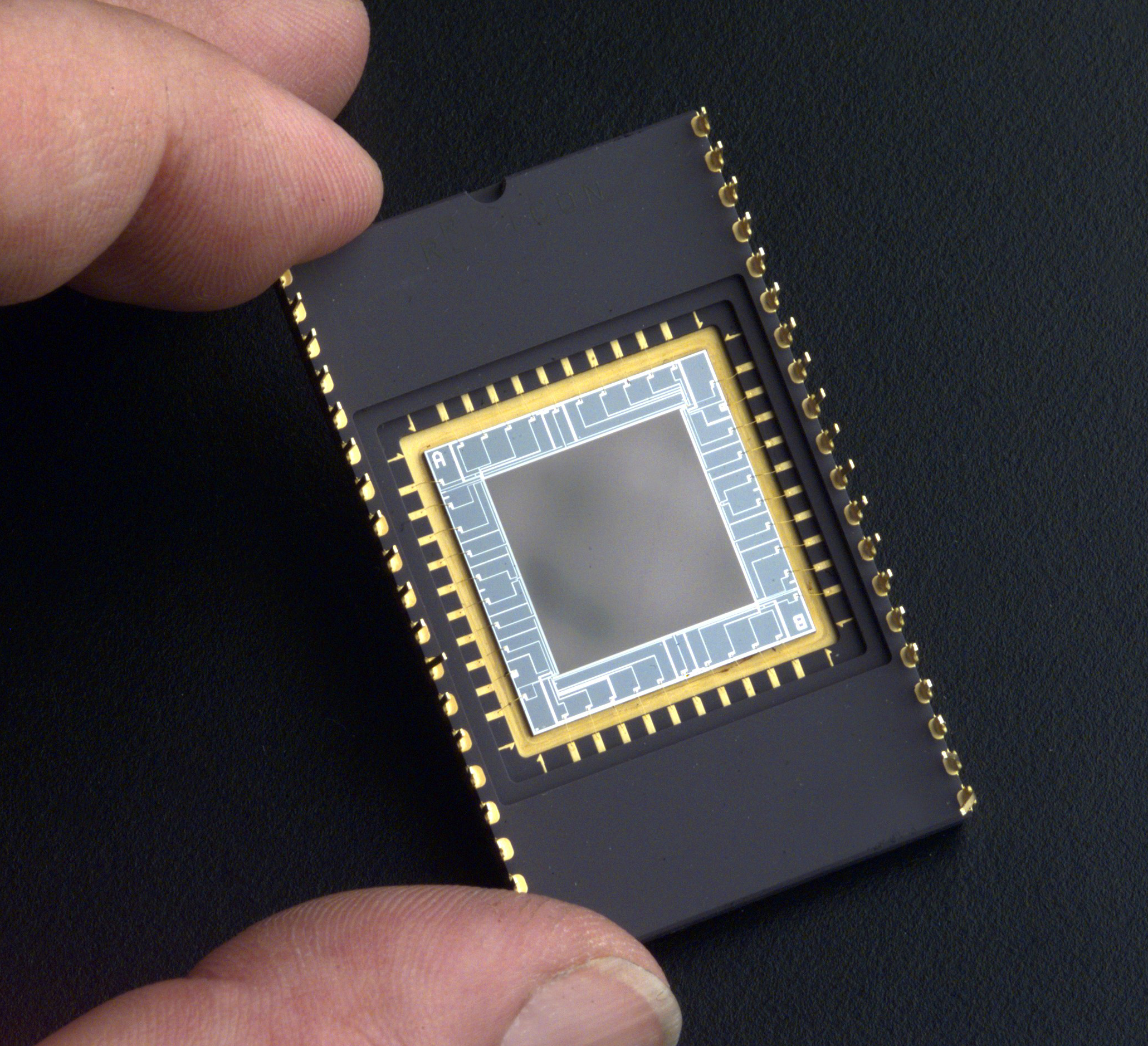
CCD-Sensor für die Bildaufnahme in der Astronomie

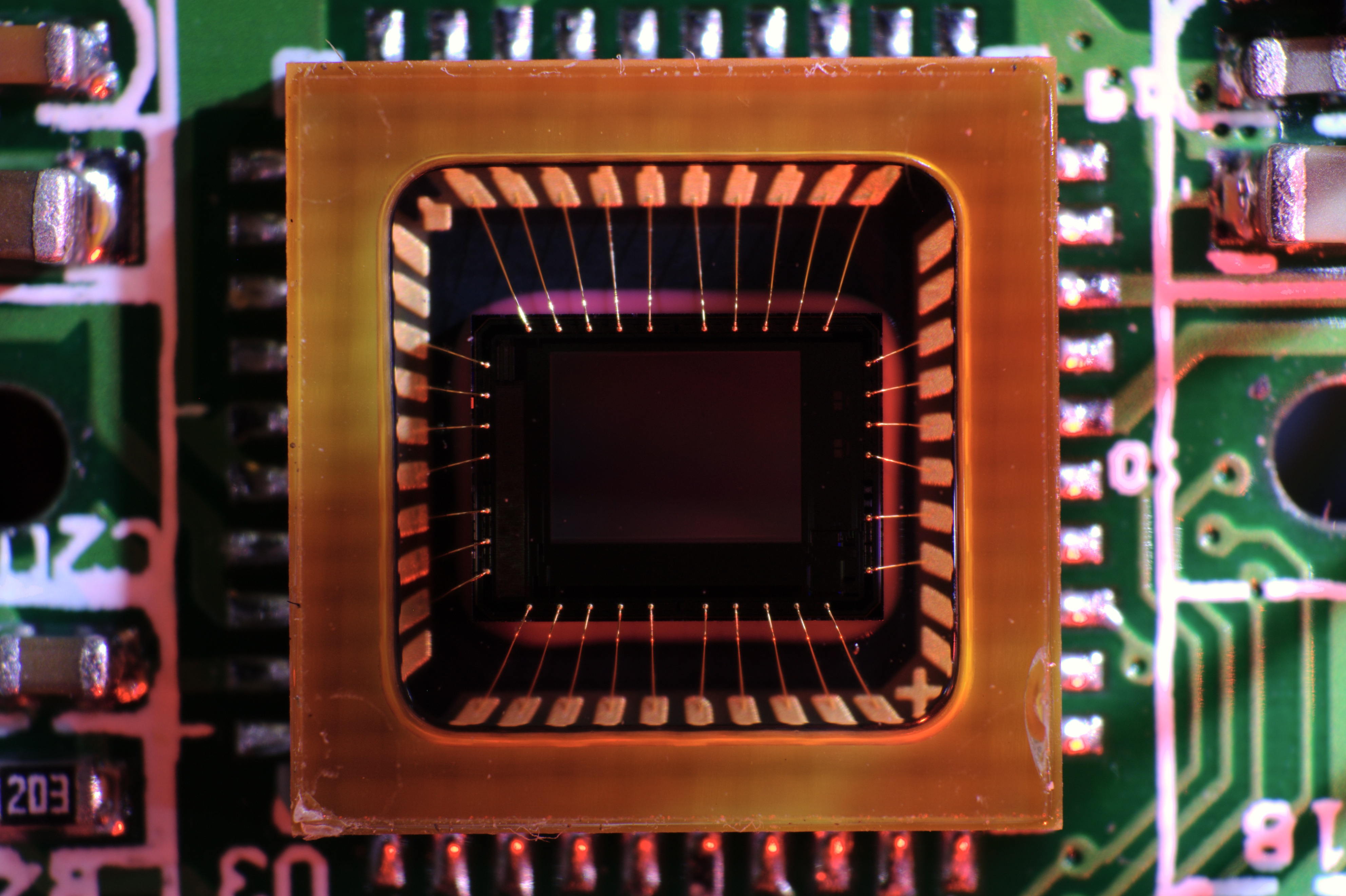
CCD-Sensor in einer Webcam

## Technischer Aufbau und Funktion

Animation der Ladungsverschiebung in einem CCD

CCD-Bildsensoren (Charge Coupled Device – Bildsensor) bestehen aus einer Matrix (engl. array) lichtempfindlicher Fotodioden. Diese können rechteckig, quadratisch oder polygonal sein, mit Kantenlängen von 1,4 µm bis über 20 µm. Je größer die Fläche der Pixel, desto höher ist die Lichtempfindlichkeit und der Dynamikumfang des CCD-Sensors, desto kleiner ist aber, bei gleicher Sensorgröße, die Bildauflösung.
Die meisten CCDs sind MIS-Strukturen: Über einem dotierten Halbleiter liegt eine isolierende Schicht, auf der optisch transparente elektrische Leiter (Elektroden) angebracht werden. Darunter sammeln sich die Ladungsträger (meist Elektronen, manchmal auch „Löcher“). Zwischen den Pixeln verlaufen oft weitere feine elektrische Leitungen, die zum Auslesen und zur Abschirmung überbelichteter Pixel dienen.
Das einfallende Licht überträgt durch den inneren photoelektrischen Effekt seine Energie auf die Elektronen des Halbleiters. Dabei entstehen gleichzeitig negativ geladene freie Elektronen und positiv geladene „Löcher“, die sich aufgrund einer angelegten Spannung voneinander trennen. Die Ladungen fließen jedoch nicht wie bei einer Fotodiode sofort nach außen ab, sondern werden in der Speicherzelle selbst, in einem sogenannten Potentialtopf gesammelt, der wie ein Kondensator Ladungen speichert. Die Ladungsmenge ist dabei proportional zur eingestrahlten Lichtmenge, wenn rechtzeitig ausgelesen wird, bevor die Leerlaufspannung der Fotodiode erreicht ist.
Bei Überbelichtung können Ladungen aus dem Potentialtopf einer Zelle in die Nachbarzellen übertreten; dieser Effekt ist als Blooming bekannt. Dagegen hilft ein „anti-blooming gate“, das ähnlich einem Überlauf funktioniert, also überschüssige Ladungen ableitet. Allerdings kommt es dadurch vor allem bei langen Belichtungszeiten zu einer Nichtlinearität zwischen Lichtmenge und Ausgangssignal; daher verzichten CCD-Sensoren für wissenschaftliche Anwendungen oft darauf.
Nach der Belichtung werden die Ladungen (engl. charge) ähnlich einer Eimerkette (daher die Bezeichnung Eimerkettenschaltung) schrittweise verschoben, bis sie schließlich als Ladungspakete, eines nach dem anderen, den Ausleseverstärker erreichen. Es wird eine von der Ladung und somit der Lichtmenge abhängige elektrische Spannung ausgegeben.
Das Ausgangssignal des Sensors ist somit seriell. Die Ladungen der einzelnen Pixel werden nacheinander ausgegeben, wohingegen das ursprüngliche Bild parallel entstand, indem alle Pixel gleichzeitig belichtet wurden. Bei den meisten CCDs für Videokameras werden jeweils nur Halbbilder (d. h. erst alle ungeraden, dann alle geraden Zeilen) ausgegeben (Zeilensprungverfahren, engl. interlaced). Für alle anderen Zwecke sind „progressive scan“-CCDs üblich, bei denen die Zeilen in ihrer natürlichen Reihenfolge nacheinander ausgegeben werden.

## Physik
Auf einem dotierten Halbleiter liegt eine optisch transparente, elektrisch isolierende Schicht.
Darauf sind viele Elektroden aus einem leitfähigen und zugleich optisch transparenten Material aufgebracht.
Für die Detektion von Licht im sichtbaren Bereich eignet sich am besten Silizium als Halbleitermaterial.
Als isolierende Schicht verwendet man dann Siliziumdioxid.
Für die Elektroden wird meist polykristallines Silizium („Polysilizium“) verwendet, seit kurzem auch Indium-Zinn-Oxid. Wegen der Ähnlichkeit der Elektroden mit denen von MOSFETs werden die Elektroden auch als Gate-Elektroden bezeichnet.
Die Gates von CCDs sind tausend Mal so lang wie die von MOSFETs (10 µm statt 10 nm), aber die Ladung wird mit Potentialhöhen von 1 V statt mit 1 V bis 3,3 V getrieben, wodurch höhere Taktraten als 40 MHz möglich sind. Die Elektroden sind über Aluminiumkontakte von außen ansteuerbar.

Bändermodell eines „surface channel“-CCD mit Elektronen im Potentialtopf

Legt man an eine Elektrode eine Spannung an (positiv bei p-dotiertem Halbleiter, negativ bei n-Dotierung), so bildet sich unterhalb der Isolierschicht an der Oberfläche des Halbleiters ein Gebiet, das als Potentialtopf bezeichnet wird. In diesem Gebiet ist die Ladungsträgerkonzentration der Majoritätsladungsträger sehr gering.
Photonen, deren Energie größer als die Bandlücke des Halbleiters ist, heben Elektronen vom Valenzband ins Leitungsband an; es entstehen also Elektronen-Loch-Paare im Halbleiter. Dies ist der sogenannte innere photoelektrische Effekt. Die dabei erzeugten zusätzlichen Minoritätsladungsträger, das sind entweder Elektronen oder „Löcher“, sammeln sich im Potentialtopf, während die gleichzeitig erzeugten Majoritätsladungsträger ins Innere des Halbleiters wegfließen.
Durch das Variieren der angelegten Spannung in benachbarten Elektroden kann der Potentialtopf so geformt werden, dass sich die darin befindenden Ladungsträger zum Auslesen in die gewünschte Richtung bewegen.
Der Grundaufbau eines CCD konnte weiter verbessert werden. Eine wichtige Ergänzung ist eine im Halbleiter direkt unter dem Isolator liegende Schicht mit gegensätzlicher Dotierung. Dadurch entsteht ein sogenannter „buried channel“ („begrabener Kanal“), das heißt, es sammeln sich die von den Photonen erzeugten Minoritätsladungsträger nicht mehr direkt an der Grenzfläche zwischen Isolator und Halbleiter, sondern im Inneren des Halbleiters. Die Minoritätsladungsträger erreichen dann nicht mehr die Grenzfläche zwischen Isolator und Halbleiter, wo die dort immer vorhandenen Kristalldefekte stören (es können an dieser Grenze keine Ladungen mehr „eingefangen“ werden oder „hängen bleiben“). „Buried channel“-CCDs haben (im Gegensatz zu den zuerst beschriebenen „surface channel“-CCDs) ein geringeres Rauschen und eine wesentlich verbesserte Effizienz des Ladungstransfers, allerdings können weniger Ladungsträger je Pixel gespeichert werden.

## Typen

### Geometrie: Array, Zeile und Punkt

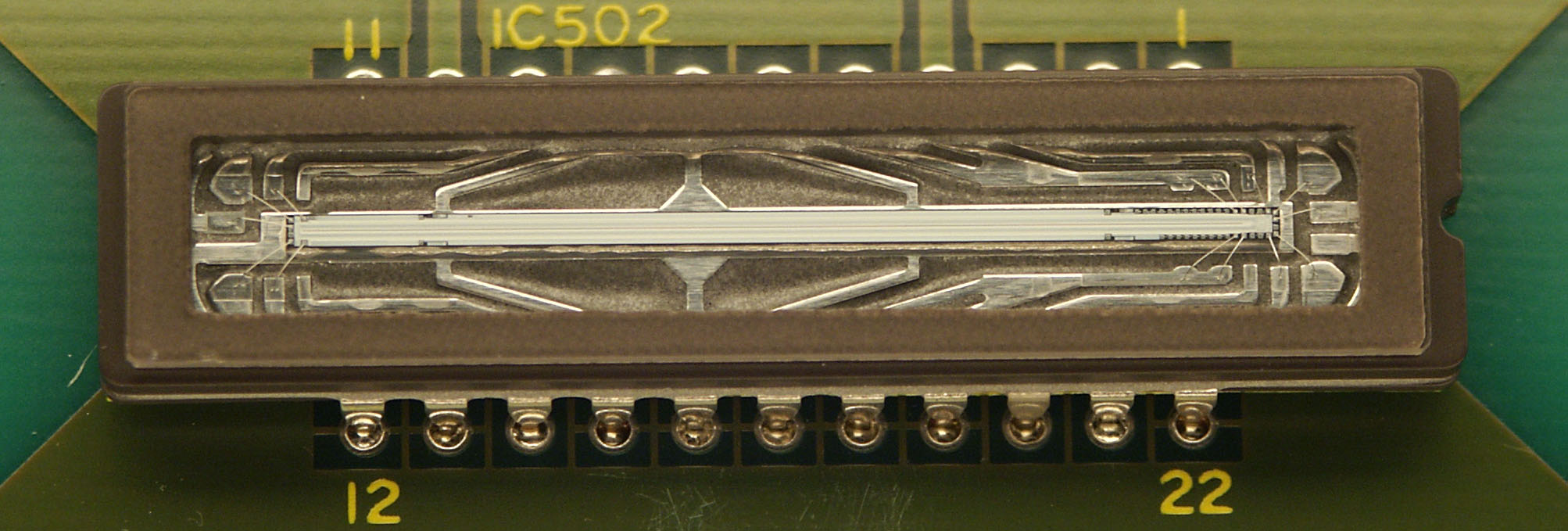
CCD-Zeilensensor aus einem Faxgerät

Die meisten CCD-Sensoren sind Flächensensoren zur Aufnahme von Bildern. Dort wird für das Auslesen des Sensors die zwischengespeicherte Ladung der Photodioden in das vertikale CCD (vertikales Schieberegister) übernommen, dann mit der Zeilenfrequenz vertikal verschoben. Die jeweils herausfallende Ladung aus jeder CCD-Spalte gerät dabei in das horizontale CCD, das schnell verschoben wird (Pixelfrequenz, welche die Videobandbreite festlegt). Das Signal am Ausgang dieses Schieberegisters wird dem Ausleseverstärker (Ladungs-Spannungs-Wandler und Impedanzwandler) zugeführt.
Das entstehende Ausgangssignal hat viele Ähnlichkeiten mit dem Signal herkömmlicher Bildaufnahme-Röhren. Diese Ähnlichkeiten erleichterten es technisch, Bildaufnahme-Röhren durch CCD-Sensoren zu ersetzen.
Dieses grundlegende Prinzip kann modifiziert werden:
- Zur Steigerung der Geschwindigkeit können mehrere Ausleseverstärker benutzt werden. Bei zwei Ausleseverstärkern können z. B. die geradzahligen Spalten nach oben und die ungeradzahligen nach unten aus dem lichtaktiven Bereich herausgeschoben werden. Diese werden dann zwei horizontalen Schieberegistern zugeführt, mit zwei Strom-Spannung-Wandlern und zwei Ausgängen.
- Man kann das horizontale Schieberegister ganz einsparen und verwendet das CCD-Prinzip nur für die vertikale Ladungsverschiebung. Für jede Spalte gibt es einen eigenen Strom-Spannung-Wandler, der wesentlich langsamer betrieben werden kann.
- Erweitert man diese Parallelisierung bis auf die Ebene einzelner Pixel, hat man keinen CCD-Sensor mehr, weil kein Ladungstransport mehr notwendig ist. Diese Sensoren nennt man Active Pixel Sensoren.
- Benötigt man nur einen eindimensionalen Sensor (weil die andere Dimension nicht benötigt wird oder mechanisch erzeugt wird), erhält man einen Zeilensensor, der kein horizontales Schieberegister benötigt.
- Eine spezielle Form von CCDs (Electron Multiplying CCD, EMCCD) verwendet spezielle Schieberegister zur Signalverstärkung vor dem Ausleseverstärker und ist daher für sehr geringe Lichtstärken geeignet. Bei EMCCDs sind daher auch Punktdetektoren möglich, die wiederum CCDs sind. Die meisten EMCCDs sind aber Bildsensoren und verwenden auch „normale“ Schieberegister für den Ladungstransport.

Es ist zu beachten, dass für genaue Messungen mit mehreren Strom-Spannungs- und Analog-Digital-Wandlern ggf. jeder einzelne genau charakterisiert werden muss, um relative Variationen in deren Linearität, Offset und Rauschverhalten zu kompensieren. Dies kann sonst, bspw. bei Anwendungen in der Spektroskopie, zu Problemen führen.

### Ladungstransfer: FF-, FT-, IT-, FIT-CCDs
Während des Verschiebens der Ladungen sollen keine weiteren Ladungen durch Belichtung hinzukommen, um die Bildinformation nicht zu verfälschen. Es wurden verschiedene Anordnungen zur Lösung dieses Problems entwickelt:
- Full-Frame- (FF) (mit zusätzlichem mechanischen Verschluss),
- Frame-Transfer- (FT),
- Interline-Transfer- (IT) und
- Frame-Interline-Transfer-CCDs (FIT).

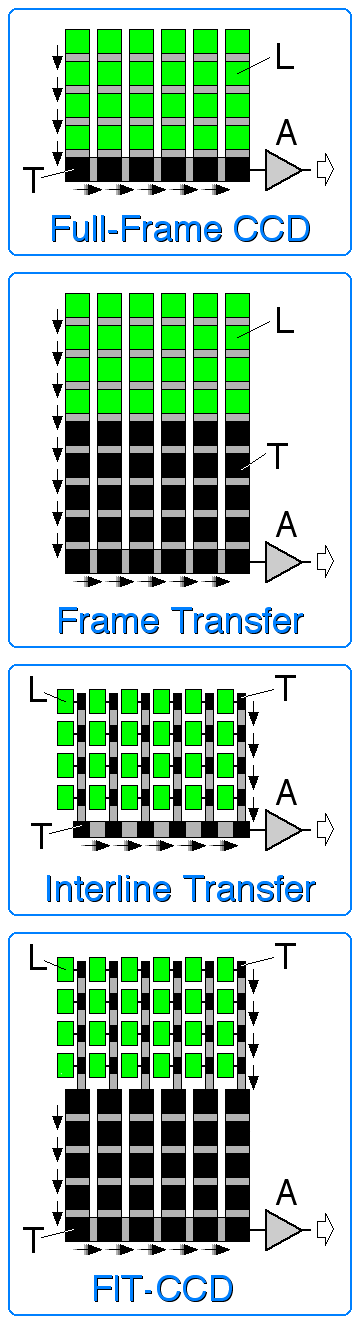
CCD-Typen.
L – lichtempfindliche Pixel,
T – Transfer-Register,
A – Ausleseverstärker.

#### Full-Frame-CCD (FF-CCD)
Die einfachste Lösung, um zu verhindern, dass während des Auslesevorgangs noch Licht auf den CCD-Sensor fällt, ist ein mechanischer Verschluss.
Da bei CCD-Sensoren mit einem Verschluss die ganze Fläche des Chips zur Gewinnung der Bildinformation eingesetzt wird, heißt diese Lösung auch „Full-frame-CCD“ (übersetzt etwa „Vollbild“) oder „Full Frame Transfer CCD“.
CCD-Sensoren mit diesem Prinzip werden vor allem für wissenschaftliche und astronomische Zwecke verwendet, allerdings ist der mechanische Verschluss aufwendig und störungsanfällig.
Der Begriff Full-Frame-CCD wird nicht nur für den inneren Aufbau von CCD-Sensoren verwendet, sondern auch für sogenannte Vollformat-CCDs, die der „vollen“ 24 mm × 36 mm Bildgröße des Kleinbildfilms entsprechen. In diesem Artikel bezieht sich der Begriff ausschließlich auf den inneren Aufbau des Sensors und die Art des Auslesevorgangs, nicht auf das Bildformat bzw. die Größe des Sensors.

#### Frame-Transfer-CCD (FT-CCD)
Bei FT-CCDs werden die Ladungen, also das gespeicherte Bild, nach der Belichtung sehr rasch in einen abgedunkelten Bereich des CCD-Chips verschoben. Dann kann das gespeicherte Bild während der nächsten Belichtungszeit Ladungspaket für Ladungspaket ausgelesen werden. Die Zeit des raschen Verschiebens muss viel kürzer als die Belichtungszeit sein, weil sonst der Smear-Effekt zu stark wird. Daher sind FT-CCDs ohne mechanischen Verschluss (wie sie normalerweise eingesetzt werden) für sehr kurze Belichtungszeiten nicht geeignet. Bei manchen professionellen Videokameras wird ein rotierender Verschluss verwendet, um dieses Problem zu vermeiden. Wegen des abgedunkelten Bereichs braucht ein FT-CCD doppelt so viele Zellen (Potentialtöpfe) wie Bildpunkte und muss auch doppelt so groß wie die Bildgröße sein.

#### Interline-Transfer-CCD (IT-CCD)
Bei IT-CCDs wird die Ladung jedes Pixels seitlich in eine abgedeckte Zwischenspeicherzelle übernommen; dies geschieht für alle Pixel zugleich. Erst dann werden die Ladungen in den abgedunkelten Streifen (das sogenannte Transferregister) und von dort in Richtung Ausleseverstärker verschoben. Es ist kein mechanischer Verschluss nötig; die Belichtungszeit kann also elektronisch gesteuert werden, indem die Pixel geleert werden und nach der Belichtung in das Transferregister übernommen werden (elektronischer Verschluss, englisch electronic shutter). Dadurch werden sehr kurze Belichtungszeiten möglich.
Die konstruktionsbedingte geringere lichtempfindliche Fläche (im Vergleich zu Full-Frame-CCDs) und damit schlechtere Lichtempfindlichkeit wird bei neueren CCDs durch kleine Sammellinsen kompensiert. Diese liegen über jedem Pixel und fokussieren das Licht, wodurch die Lichtempfindlichkeit des Sensors wieder erhöht wird („lens-on-chip“-Technik).
Der Nachteil von IT-CCDs kommt durch die – wegen des im Vergleich zu FT-CCDs langsamen Auslesens – relativ lange Verweildauer der Ladungen in den Speicherzellen neben den lichtempfindlichen Pixeln zustande. Die Speicherzellen des Transferregisters sind zwar abgedeckt, aber immer noch lichtempfindlich. Durch Beugung der Lichtwellen können Photonen diese Zellen erreichen und dort störende Ladungen entstehen. Dadurch entsteht der sogenannte Smear-Effekt.

#### Frame-Interline-Transfer-CCD (FIT-CCD)
Eine Lösung, um den Smear-Effekt zu umgehen, bieten die FIT-Sensoren: Bei diesem Typ werden die in den Zwischenspeicherzellen gespeicherten Ladungen möglichst schnell in einen abgedunkelten Bereich verschoben. Er verbindet also das Prinzip des FT-Chips und das des IT-Chips. So ist einerseits durch die Zwischenspeicherzellen gewährleistet, dass die Pixel nicht länger als nötig dem Licht direkt ausgesetzt sind, andererseits werden sie relativ schnell aus dem „offenen“ Bereich des Chips ausgelesen. Der Nachteil ist, dass nun pro effektiven Pixel drei Speicherzellen nötig sind, was diese Chips relativ teuer macht. Der schnelle Abtransport der Ladungen ist jedoch z. B. bei Hochgeschwindigkeitskameras unumgänglich. Die Belichtungssteuerung geschieht auch hier elektronisch.

### Beleuchtung: front-side-illuminated vs. back-side-illuminated
Bei den meisten CCD-Chips wird die Vorder-seite des Siliziumplättchens beleuchtet, also die Seite, auf der die Halbleiterstrukturen hergestellt wurden (front-side-illuminated CCD). An der Oberfläche befinden sich dann Strukturen, die nicht lichtempfindlich sind (zum Beispiel Elektroden aus polykristallinem Silizium). Vor allem kurzwelliges (blaues, violettes und ultraviolettes) Licht wird dort teilweise schon absorbiert. Diese Verluste treten bei sogenannten back-side-illuminated-CCDs nicht auf. Dazu wird das Siliziumplättchen rückseitig bis auf eine Dicke von 10 bis 20 µm abgeschliffen und abgeätzt und mit der lichtempfindlichen „Rückseite“ nach vorne eingebaut. Dieses Herstellungsverfahren ist sehr teuer, daher werden Back-Side-Illuminated-CCDs nur dort verwendet, wo es auf hohe Empfindlichkeit (Quantenausbeute) für kurzwelliges Licht ankommt, also zum Beispiel in der Spektroskopie oder Astronomie. Ein Nachteil der Back-Side-Illuminated-CCDs ist eine ungleichmäßige spektrale Empfindlichkeit für längere Wellenlängen, weil durch Hin- und Herspiegelung des Lichts zwischen den Oberflächen Interferenzen wie im Fabry-Pérot-Interferometer auftreten (etaloning).

### Farbsensoren, Filter und Pixelanordnung

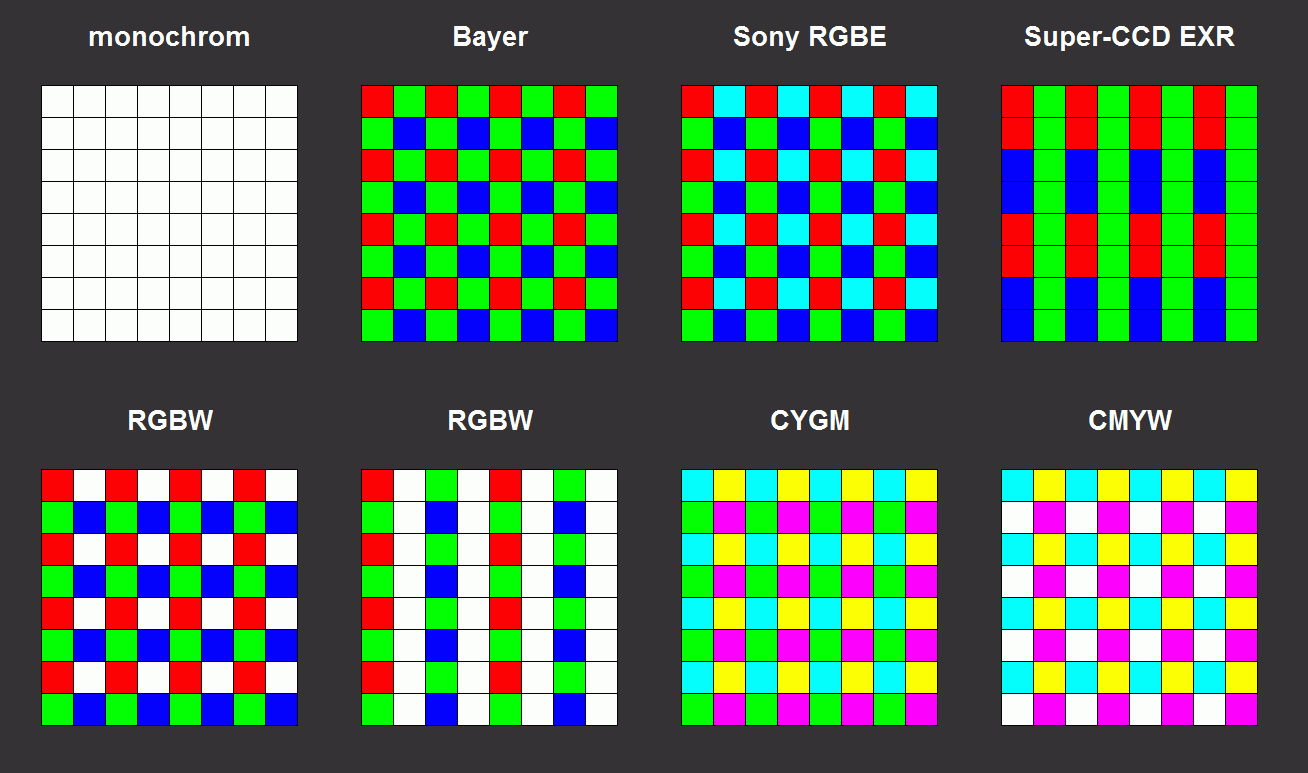
Für Ein-Chip-Farb-CCDs verwendete Farbmuster

Bayer-Sensor

Für die Detektion von Farbbildern benötigt man Sensoren mit Pixeln unterschiedlicher spektraler Empfindlichkeit.
Nach einer (immer notwendigen) Verrechnung von Pixeln gleicher oder benachbarter Positionen erhält man Helligkeits- und Farbinformationen.
Zurzeit haben sich zwei Verfahren etabliert:
- Systeme, die unter Verwendung eines Dichroitischen Prismas das Spektrum aufspalten und drei getrennten CCD-Sensoren zuführen (Drei-Chip-CCD-Sensor),
- Systeme, die einen Sensor benutzen, der mit einer absorbierenden Farbmaske versehen ist (meist in Form der Bayer Matrix),

Systeme, die die unterschiedliche Eindringtiefe von roten und blauem Licht in Silizium ausnutzen (Foveon-X3-Sensor), sind bei CCD-Sensoren nicht üblich.

#### Drei-Chip-CCD-Sensoren
Drei-Chip-CCD-Sensoren werden in Videokameras ab der mittleren Preisklasse eingesetzt. Sie finden in Kameras mit vergleichsweise kleinen Sensoren Anwendung (1/6″ im Amateurbereich bis 2/3″ im professionellen Bereich).
Sie erfordern Optiken mit einem großen Auflagemaß ab ca. 1,6 Sensordiagonalen, um Platz für das dichroitische Prisma zu haben. Dafür nutzen sie das eingefangene Licht optimal aus und liefern schon bei kleinen Sensordiagonalen ein gutes Signal-Rausch-Verhältnis und gute Farbqualität.
Hinter dem Objektiv befindet sich das dichroitische Prisma, auf dessen Flächen, an denen die Farbauszüge austreten, jeweils ein CCD-Sensor aufgeklebt ist. Die Fertigung dieses mit CCD-Sensoren bestückten Prismenblocks erfordert hohe Präzision, um die Deckung der Farbauszüge zu gewährleisten.

#### Bayer-Sensor
Ein-Chip-Bayer-CCD-Sensoren werden in Videokameras aller Preisklassen (1/4″ im Amateurbereich bis 20 mm × 36 mm, im Amateurbereich wie im professionellen Umfeld) eingesetzt. Daneben waren so gut wie alle (Standbild-)Kameras aller Größen (1/3″ bis Mittelformat) und Preisklassen (Handy bis Kameras für mehrere 10.000 €) auf diesem Prinzip aufgebaut – die folgende, alternative Technik mit mehr Verbreitung ist die der CMOS-Sensoren.
Sie stellen keine Anforderungen an das Auflagemaß, sind aber tendenziell größer als Drei-Chip-CCDs. Sie nutzen das zur Verfügung gestellte Licht schlechter aus und liefern bei gleicher Größe Bilder mit schlechterem Signal-Rausch-Verhältnis. Dafür sind sie selbst wesentlich kompakter und erlauben kompaktere Optiken als Drei-Chip-CCD-Sensoren.

#### Infrarot-Sperrfilter und Antialias-Filter
Allen Farbsensoren ist gemeinsam, dass sich (meist direkt) vor dem Sensor ein sogenannter Infrarot-Sperrfilter befindet. Dieser Filter hat aber weitaus mehr Funktionen:
- Vollständiges Blockieren von fernem Rot ab 700 nm und Infrarot-Strahlung (daher der Name; nahezu alle CCD-Sensoren sind im nahen Infrarot empfindlich),
- Nachempfinden der spektralen Empfindlichkeit des Auges (daher sehen diese Filter cyan-farben aus) durch steigende Absorption im noch sichtbaren roten Spektralbereich oberhalb von 580 nm,
- Blockieren von violettem und ultraviolettem Licht unterhalb von 420 nm, sofern der Sensor bei diesen Wellenlängen noch empfindlich ist.

Ohne diesen Filter werden tiefblaue und tiefrote Flächen für den menschlichen Betrachter zu hell dargestellt. Heiße, aber nicht glühende Gegenstände (Lötkolben) werden ebenfalls zu hell und in unnatürlichen Farben dargestellt. Gegenstände, die infrarotes oder ultraviolettes Licht reflektieren oder emittieren, werden mit falschen Farben dargestellt.
Ein Antialias-Filter wird bei Bayer-Sensoren und anderen Ein-CCD-Farbsensoren benötigt, um das Licht auf benachbarte, unterschiedlich farbempfindliche Pixel zu verteilen. Ohne diesen Filter könnte beispielsweise ein weißer heller Punkt oder eine weiße helle Linie bei sehr scharfer Abbildung auf Pixel nur einer Farbe abgebildet werden, diese Objekte würden dann im Bild als farbig dargestellt. Außerdem verhindern Antialias-Filter, dass Linien oder Kanten, die unter geringem Winkel zu den Pixel-Reihen verlaufen, treppenartig erscheinen. Mit dem Antialias-Filter ist eine geringfügige Reduktion der Bildschärfe verbunden.
Antialias- und Infrarot-Sperrfilter sind oft miteinander kombiniert bzw. verkittet.

#### Pixelanordnung von Monochrom- und Farbsensoren

Gegenüberstellung verschiedener Pixel-Geometrien

Den mit Abstand größten Marktanteil haben Sensoren mit quadratischen Pixeln, die mit RGGB-Farbfiltern (Bayer-Pattern) versehen sind. Es sind aber auch andere Pixelformen (rechteckig, sechseckig, dreieckig, rhombisch, achteckig + viereckig) und andere Farbfilter-Pattern (monochrom, RGGB, RGBW, RGBE, CYGM, CMYW, Super-CCD-EXR-Anordnung) möglich. Eine dieser Bauformen ist der Super-CCD-Sensor (Fuji-Patent) mit einer wabenförmigen Anordnung von achteckigen gegeneinander verschobenen Pixeln, die enger beieinander liegen und damit eine größere Anzahl von Pixeln auf eine gegebene Fläche bringen. Die Größe der über den Sensorflächen befindlichen Linsen kann heterogen sein, so dass damit eine merklich erhöhte Dynamik erreicht werden kann.

## Fehler bei der Detektion

### Systematische Fehler und Kalibrierung

#### Helligkeitsunterschiede
Um Helligkeitsunterschiede im Bild, die auf Verunreinigungen auf dem CCD-Chip (Staub), ungleichmäßige Empfindlichkeit der Pixel, oder die verwendete Optik (Vignettierung, Reflexe) zurückgehen, ausgleichen zu können, wird das aufgenommene Bild durch ein Weißbild dividiert (Weißbild- oder Flat-Field-Korrektur) und mit dem Mittelwert des Weißbilds multipliziert. Zur Beseitigung des aus dem Dunkelstrom hervorgegangenen Bildrauschens wird bei Langzeitaufnahmen (z. B. in der Astrofotografie) davor noch ein Dunkelbild abgezogen (Dunkelbild- oder Dark-Frame-Korrektur). Das Ergebnis ist ein kalibriertes Bild.
Die Bilder zeigen die Kalibrierung am Beispiel einer astronomischen Aufnahme:
- Das Rohbild zeigt zahlreiche „hot pixels“, die zu einem stark verrauschten Bild führen. Lichtschwache Sterne gehen in diesem Rauschen verloren. Dunkle Flecken im Rohbild rühren von Staub in der CCD-Kamera her.
- Das Dunkelbild wurde bei gleicher Belichtungszeit und Betriebstemperatur wie das Rohbild, allerdings bei geschlossenem Kameraverschluss, aufgenommen. Es erfasst somit den während der entsprechenden Belichtungszeit aufgelaufenen Dunkelstrom.
- Das Weißbild wurde aufgenommen, während das Instrument auf eine gleichmäßig erhellte Fläche ausgerichtet war. Es erfasst Unregelmäßigkeiten in der Ausleuchtung des Bildes (zum Beispiel durch Staub) und in der Empfindlichkeit der einzelnen Pixel.
- Im kalibrierten Bild sind diese Defekte behoben. Auch lichtschwache Sterne sind hier erkennbar. Das kalibrierte Bild kann zur quantitativen Analyse, beispielsweise zur Messung der scheinbaren Helligkeit der Sterne, herangezogen werden. Ohne die Kalibrierung würde eine derartige Messung zu verfälschten Messwerten führen.

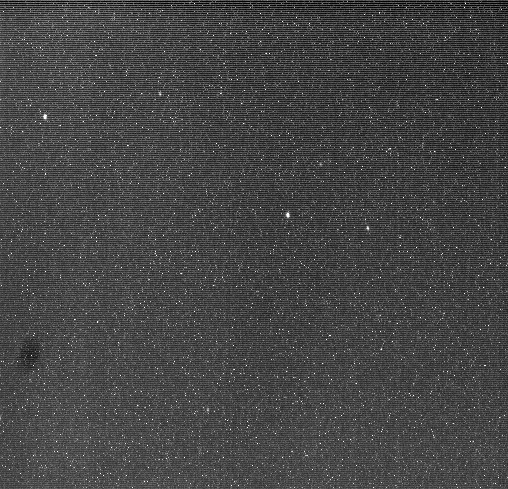
Rohbild
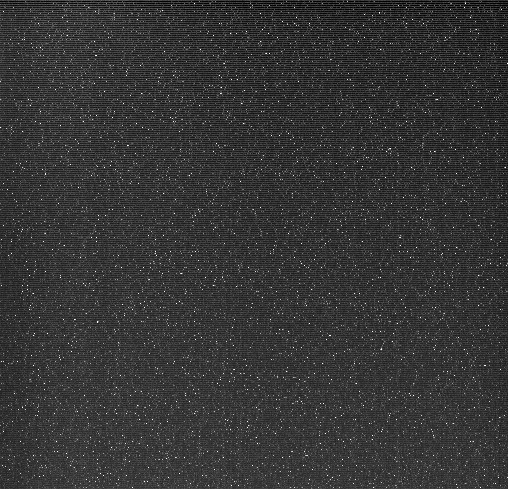
Dunkelbild
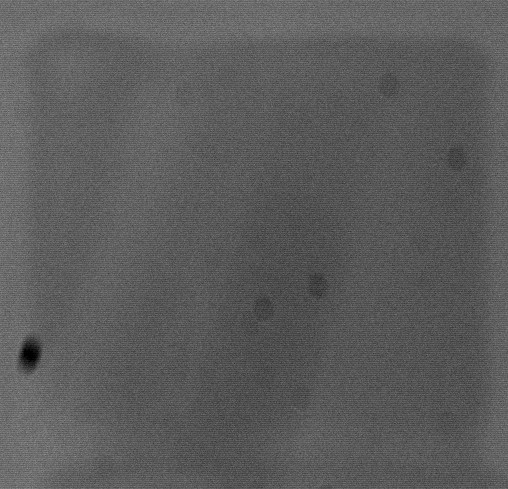
Weißbild
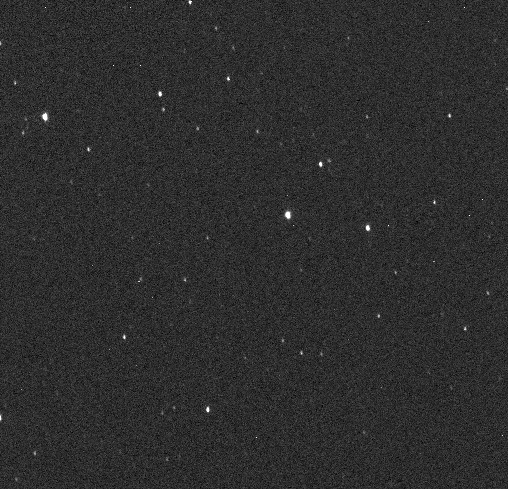
Kalibriertes Bild

#### Unregelmäßigkeiten des CCD-Fensters
Es kann insbesondere bei kohärentem Licht vorkommen, dass eine unsaubere Verarbeitung des CCD-Fensters, das den Sensor vor Staub schützt, zu ungewünschten Interferenzmustern führt. Dieses Problem kann behoben werden, indem das Fenster nicht planparallel gebaut wird, sondern eine Seite des Fensters um einen bestimmten Winkel gegenüber der anderen Seite geneigt wird. Fällt ein Strahl auf die Vorderseite des Fensters so tritt er auf der Rückseite leicht geneigt in Richtung Sensor aus, wobei sich der genaue Austrittswinkel mit Snellius berechnen lässt. Der Strahl wird aber auch innerhalb des Fensters abwechselnd an der Vorder- und Rückseite reflektiert und tritt an anderen Stellen nochmals aus dem Fenster in Richtung des Sensors aus. Betrachtet man vereinfachend nur zwei aus dem Fenster austretende Teilstrahlen, so bilden die Wellenfronten der Strahlen ein Moiré-Muster. Bei passender Wahl des Neigungswinkels rücken die Maxima-Streifen des Musters so nah zusammen, dass sie von den einzelnen Pixeln nicht mehr aufgelöst werden können.

### Statistische Fehler und Rauschen
Die wichtigsten Kenngrößen zur Charakterisierung der Qualität von CCD-Chips sind:
- Die Quantenausbeute, also die Wahrscheinlichkeit, dass ein einfallendes Photon ein Elektron auslöst. Die Quantenausbeute von CCDs hängt von der Wellenlänge des Lichts ab und kann über 90 % betragen (Fotografischer Film zum Vergleich: 5 % bis 10 %).
- Der Dunkelstrom der lichtempfindlichen Zellen. Der Dunkelstrom ist stark temperaturabhängig und führt aufgrund seiner statistischen Eigenschaften zu Dunkelstromrauschen. Er ist für alle Pixel individuell unterschiedlich und eine Quelle des Bildrauschens. Weiter können einzelne „hot pixels“, also Pixel mit besonders hohem Dunkelstrom auftreten.
- Die Anzahl der Ladungen, die in einem Pixel gespeichert werden können (engl. full well capacity oder well depth).
- Das Verhalten, wenn durch Überbelichtung in einzelnen Pixeln mehr Ladung erzeugt wird, als gespeichert werden kann. Tritt die Ladung in benachbarte Pixel über, spricht man von „Blooming“. Viele CCD-Kameras vermeiden diesen Effekt, indem die überschüssigen Ladungen abgeleitet werden („anti-blooming gate“), dadurch kann aber auch schon Ladung verlorengehen, bevor ein Pixel wirklich voll ist. Der Zusammenhang zwischen Lichtmenge und Ladung ist dann nicht mehr linear, und genaue Messungen sind nicht mehr möglich.
- Die Effizienz des Ladungstransports zum Ausleseverstärker (Charge Transfer Efficiency).
- Das Rauschen des Ausleseverstärkers (Ausleserauschen, engl. readout noise).

Dunkelstrom und Rauschen werden bei hochempfindlichen Kameras durch Kühlen des CCD-Chips verringert. Das Dunkelstromrauschen kann zum Beispiel durch Kühlung mit flüssigem Stickstoff auf unter drei Elektronen pro Pixel und Stunde gedrückt werden.

## Größenangaben
Die Größe des lichtempfindlichen Bereichs auf dem Chip ist für die Bildqualität von erheblicher Bedeutung. Bei gleichbleibender Auflösung (Pixelzahl) ist die Fläche der Zellen proportional zur Chipfläche. Je größer die Zellen sind, desto mehr Photonen treffen je Zelle auf, und damit steigt die Lichtempfindlichkeit. Da nicht alle Störsignale mit der Fläche einer Zelle anwachsen, hat ein größerer Chip ein besseres Signal-Rausch-Verhältnis. Außerdem können größere Zellen mehr Elektronen sammeln und haben damit einen größeren Dynamikbereich.
Neben der direkten metrischen Angabe der aktiven Fläche (z. B. 16 mm × 24 mm) hat sich die Tradition aus der Zeit der Bildaufnahmeröhren erhalten, in der der Außendurchmesser des Glaskolbens in Zoll (z. B. 2/3″) zur Größenangabe verwendet wurde. Allerdings war die lichtempfindliche Fläche der Röhren deutlich kleiner als der Außendurchmesser der Röhren: So hatte beispielsweise eine 1″-Röhre eine aktive Fläche mit einer Bilddiagonalen von ca. 16 mm. Ein 1″-CCD-Chip hat per Definition die gleiche Bilddiagonale wie eine 1″-Röhre.
Gebräuchliche Größen für klassische Bildaufnahmeröhren wie für CCD-Video-Sensoren sind für professionelle Videokameras 2/3″ (ca. 11 mm Diagonale) und 1/2″ (ca. 8 mm Diagonale), für Prosumer-Geräte 1/3″ (ca. 5,5 mm Diagonale) und für Consumer-Geräte oder Handykameras noch kleinere Sensoren (1/4″ oder 1/6″). Bei kleinen Digitalkameras kommen oft 1/2,3″-Sensoren (ca. 7 mm Diagonale) zum Einsatz, digitale Spiegelreflexkameras verwenden meist ein Format ähnlich dem von APS-C (ca. 28 mm Diagonale) oder, im gehobenen Preisbereich, ein Format ähnlich dem des Kleinbildformats der Fotografie auf Film.

## Anwendungen

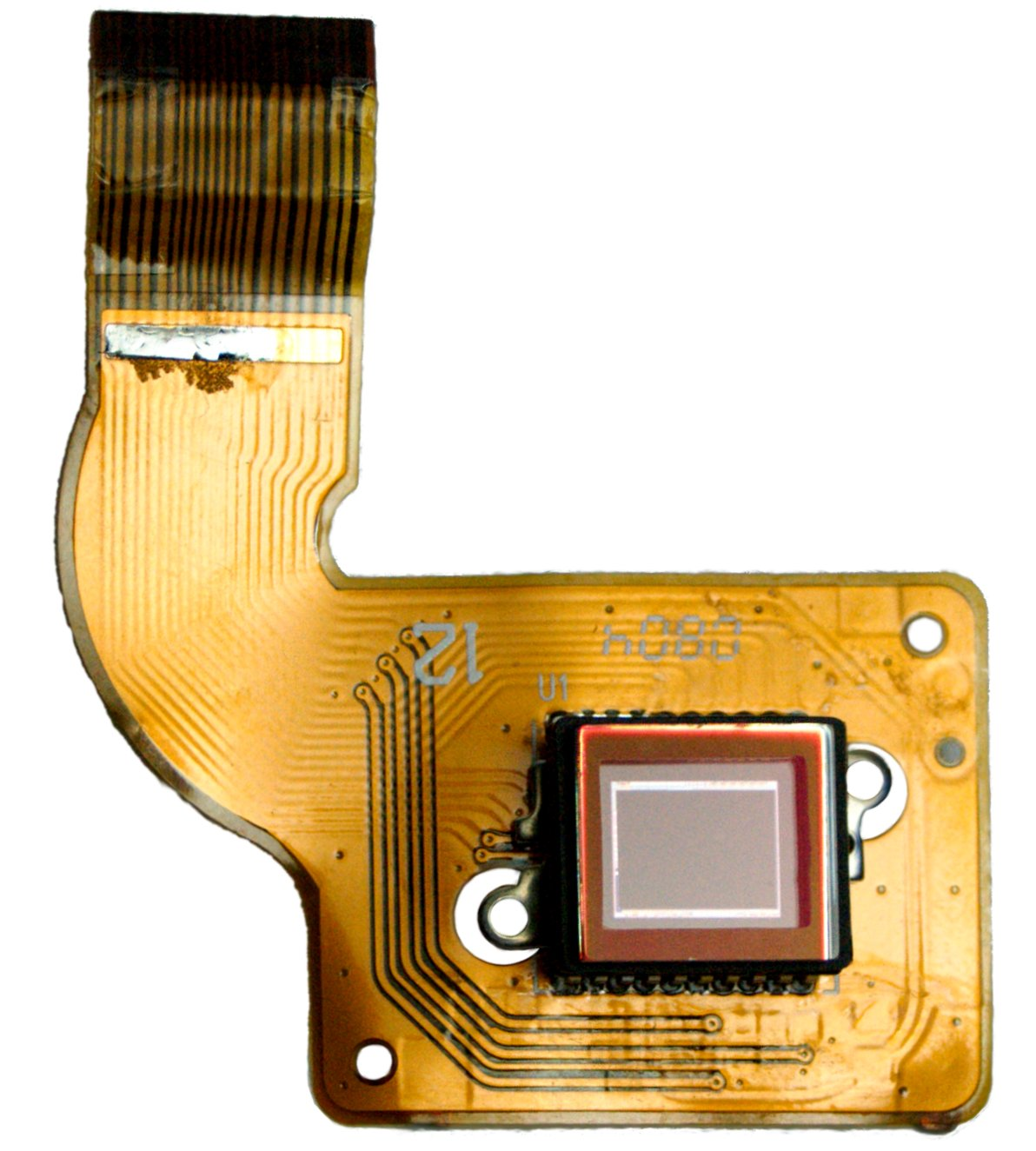
CCD-Farbsensor einer Kompaktkamera auf flexibler Leiterplatte

### Bildaufnahme
CCD-Sensoren können sowohl für sichtbare Wellenlängen als auch für Nah-Infrarot-, UV- und Röntgen-Bereiche hergestellt werden. Dadurch erweitert sich das Spektrum für Sonderanwendungen von 0,1 pm bis auf etwa 1100 nm. Die Grenze zu langen Wellenlängen hin ist durch die Bandlücke des Halbleitermaterials begrenzt (ca. 1,1 eV für Si und 0,66 eV für Ge).
Sie sind daher vielfältig in Naturwissenschaften und Technik verwendbar. Vor allem in der Astronomie haben sie andere Bildempfänger, wie Fotoplatten, schon früh weitgehend verdrängt, da sie durch ihre hohe Empfindlichkeit auch die Beobachtung sehr lichtschwacher Objekte erlauben. Weitere Vorteile sind ihre breite spektrale Empfindlichkeit, ihr hoher Dynamikumfang (also die Fähigkeit, gleichzeitig sehr lichtschwache und sehr helle Bereiche eines Bildes zu erfassen) und die Tatsache, dass die Bildinformationen digital anfallen, was zum Beispiel bei der Fotometrie (Helligkeitsmessung) und der Anwendung ausgefeilter Bildbearbeitungsmethoden von Vorteil ist.
Auch in der allgemeinen Fotografie haben CCD-Digitalkameras eine Revolution bewirkt. Mit Erhöhung der Pixelanzahl erweiterten sich die Verwendungsmöglichkeiten der CCD-Bildsensoren auf praktisch alle fotografischen Anwendungen. Professionelle analoge Fotokameras konnten durch CCD-Sensoren mit 5 bis 18 Megapixel bereits in vielen Bereichen ersetzt werden, das gilt umso mehr für digitale (Spiegelreflex-)Kameras im Mittelformat und zunehmend im Kleinbildformat mit 30 und mehr Megapixeln.
CMOS vs. CCD
In der Fototechnik lösten CMOS-Sensoren, mit denen früher nur die billigen „low-end“-Geräte ausgestattet wurden, nach 2005 auch im hochwertigen Bereich die CCD-Sensoren ab. Wesentliche CMOS-Nachteile (Rauschen, geringere Empfindlichkeit) wurden weitgehend auf ein vergleichbares Maß minimiert oder unterboten, so dass CMOS-Sensoren die CCD-Sensoren im Bereich der digitalen Spiegelreflexkameras vollständig verdrängt haben (z. B. Canon EOS-1Ds 2002, Nikon D2X 2004, Nikon D300 2007). Bei (für den Anwendungsbereich) vergleichbarer Bildqualität überwiegen hier die Vorteile der CMOS-Sensortechnik (schnelleres und bereichgesteuertes Auslesen, kaum Blooming usw.). CCD-Sensoren finden sich hingegen in Digitalrückteilen und Mittelformatkameras mit sehr hohen Auflösungen (40 Megapixel und größer), die hier ihre Vorteile voll ausspielen können. Auch in hochwertigen digitalen Kompakt- und Bridge-Kameras wurden bis um das Jahr 2010 fast ausschließlich CCD-Sensoren eingesetzt (Canon Powershot S100 mit CMOS im Jahr 2011, Powershot G1X 2012).

### Videotechnik
In Videokameras ersetzen CCD-Sensoren das ältere Röhrenprinzip (Ikonoskop, Vidicon). Die klassische Auflösung der Videokameras nach PAL- oder NTSC-Norm liegt bei 440.000 Pixel (CCIR/PAL) bzw. 380.000 Pixel (EIA/NTSC) und Bildwiederholraten von 25 Hz (CCIR/PAL) bzw. 30 Hz (EIA/NTSC).

### Digitale Holografie
CCD- und CMOS-Sensoren werden in der Digitalen Holografie zur Hologrammaufzeichnung eingesetzt.

### Intensified CCD, Gated CCD
CCDs können mit einem vorgesetzten Bildverstärker betrieben werden und werden dann als intensified CCD (iCCD) bezeichnet. Dazu trifft das Licht zuerst auf eine Photokathode; der daraus freigesetzte Elektronenstrom wird beispielsweise in einer Mikrokanalplatte (MCP) vervielfacht und trifft auf einen Leuchtschirm. Von dort wird das Licht zum Beispiel über eine Faseroptik auf das CCD geleitet. Wegen der hohen Empfindlichkeit heutiger CCDs bieten intensified CCDs bei langen Belichtungszeiten keinen Gewinn an Empfindlichkeit (die Quantenausbeute der Photokathoden ist sogar geringer als die der besten CCDs). Da die empfindlichsten CCDs relativ geringe Auslesegeschwindigkeit haben, können bei hohen Bildwiederholraten (zum Beispiel Video) iCCDs Vorteile bringen. Intensified CCDs ermöglichen auch sehr kurze Belichtungszeiten bis zu 0,2 ns, die mit einem CCD alleine bei weitem nicht erreichbar sind. Dazu wird an die Mikrokanalplatte ein kurzer Spannungspuls angelegt. Diese Anordnung ist als gated-CCD bekannt.

### EBCCD
CCDs sind nicht nur für elektromagnetische Strahlung, sondern auch für ionisierende Teilchenstrahlung empfindlich, da auch durch sie Elektron-Loch-Paare erzeugt werden. „Back-illuminated“-CCDs, die als Sensor für einfallende Elektronen verwendet werden, sind auch als ebCCD (engl. electron bombarded CCD) bekannt. Eine Anwendung dieser Sensoren ist die als Restlichtverstärker: Die Elektronen stammen aus einer Photokathode und werden mittels einer angelegten Spannung auf einen ebCCD-Sensor beschleunigt, sodass je einfallendem Elektron mehrere Elektron-Loch-Paare erzeugt werden.

## Sonstiges
Der Asteroid (15000) CCD wurde nach dem CCD benannt.